# ساوالد
ساوالد (به لاتین: Sauwald) یک رشته‌کوه و جنگل در اتریش است که در اوبراسترایش واقع شده‌است. ساوالد ۸۹۵ متر بالاتر از سطح دریا واقع شده‌است.